# Chamoy Thipyaso
Chamoy Thipyaso – żona wysokiej rangi członka Królewskich Sił Powietrznych Tajlandii i pracownik Urzędu ds. Ropy Naftowej Tajlandii. Jest znana z tego, że otrzymała najdłuższy na świecie wyrok więzienia w wysokości 141 078 lat za udział w piramidzie, która oszukała ponad 16 000 ludzi i która była warta od 200 do 300 milionów dolarów.
Została uznana winną obok 7 innych osób. Ustawodawstwo tajlandzkie sprawiło, że maksymalna kara wyniosła 20 lat.
Pod koniec lat 60. założyła fundusz pod nazwą Mae Chamoy Fund. Fundusze chit to rodzaj zarządzania oszczędnościami powszechnie praktykowany w Indiach. Fundusz chit oferowany przez Thipyaso został założony w celu kreowania się na udziałowca, który ma wysokie zyski. Dzięki powiązaniom kobiety z wojskiem i urzędem, kontynuowała oszustwo przez 20 lat oszukując w sumie 16 231 osób. Wśród jej klientów byli wojskowi i Rodzina Królewska.